# Invidia (Giotto)
L'Invidia è un affresco (120x55 cm) di Giotto, databile al 1306 circa e facente parte del ciclo della Cappella degli Scrovegni a Padova. 

## Storia
Le serie delle Virtù (parete destra) e dei Vizi (parete sinistra) decorano la fascia inferiore delle pareti, situate in corrispondenza delle fasce ornamentali a sinistra e in posizione sfasata rispetto alle scene figurate a destra, per via della presenza delle finestre. Precise rispondenze collegano le scene opposte nelle pareti e in generale simboleggiano, per chi entra nella cappella, il percorso nella vita reale verso le beatitudine, aiutati dalle Virtù contro i pericoli dei vizi.
La critica ottocentesca (ripresa poi da Gnudi) relegò un po' superficialmente queste raffigurazioni a monocromo tra i lavori eseguiti dalla bottega, mentre la critica successiva (da Marangoni in poi, 1942) ha riconosciuto un contributo più sostanziale del maestro, arrivando a stabilire una quasi sicura autografia per le migliori del ciclo. In ogni caso si tratta di lavori di notevole qualità, come dimostra la fine cura del dettaglio. Salvini ne lodò l'immediatezza e la riflessione psicologica che anima le figure e la loro scelta. 
Ogni raffigurazione ha il nome in latino in alto e in basso conteneva una dicitura esplicativa (sempre in latino), oggi quasi sempre illeggibile.
La scelta di rappresentare figure a monocromo tra specchiature marmoree, come finti bassorilievi, ebbe una formidabile eco nell'arte, che si propagò ancora nel Rinascimento, dagli sportelli esterni dei polittici fiamminghi alle Stanze di Raffaello, dalla Camera della Badessa di Correggio alle finte statue della Galleria Farnese.

## Descrizione e stile
L'Invidia è un'anziana con un serpente che le esce dalla bocca, simbolo del suo maledire, e le si ritorce contro colpendole gli occhi, secondo il significato letterale etimologico della parola come il difetto del "non-vedere". Essa, diversamente dall'iconografia tradizionale, è un essere diabolico con corna che spuntano dalla cuffia e regge strettamente un sacco, simbolo di avarizia, in opposizione alla Virtù sul lato opposto, la Carità, che è invece prodiga nell'aiutare gli altri. Fiamme si sprigionano ai piedi dell'Invidia, che simboleggiano sia l'inferno che il bruciare del desiderio delle cose altrui che arde come il fuoco.
Figura dalla potente carica evocativa, l'invidia venne citata direttamente fin da Francesco da Barberino e nel tempo ha riscosso ammirazione unanime con l'eccezione del critico Matteo Marangoni (1942), che ebbe parole taglienti per quasi tutte le Virtù e i Vizi della cappella dell'Arena. Alcuni graffi che ne deturpano il volto dopotutto testimoniano la volontà dei visitatori antichi della cappella di scongiurarne la carica malefica, come avviene anche nella vicina allegoria della Disperazione.